# Фай Роман Миколайович
Рома́н Микола́йович Фай (1981—2023) — солдат збройних сил України, учасник російсько-української війни.

## Життєпис
Народився 19 вересня 1981 року в селі Собич Шосткинського району Сумської області.
2023 року призваний на військову службу, проходив навчання в Великобританії.
Загинув 20 вересня 2023 року в Запорізькій області.

## Нагороди
- Орден «За мужність» III ступеня[1].